# Baegusan
Baegusan  là núi ở huyện Hongcheon, Gangwon-do ở Hàn Quốc. Nó cao 894,7 m (2.935 ft).